# فاطمة المهدي
فاطمة المهدي (بالإنجليزية: Fatma El Mehdi)‏ (وتُعرف أيضًا باسم فاطمة مهدي حسن) هي ناشطة من الصحراء الغربية تشغل حاليًا منصب الأمين العام للاتحاد الوطني للمرأة الصحراوية. فاطمة هي أيضًا أول امرأة في الصحراء الغربية تحضر مؤتمرًا للأمم المتحدة لحقوق المرأة. كما شغلت منصب رئيس لجنة المرأة والمساواة في المجلس الثقافي الاقتصادي والاجتماعي والثقافي الأفريقي (ECOSOCC). عاشت فاطمة المهدي في مخيم جزائري للاجئين منذ حوالي أربعين عامًا.

## طفولتها
عندما كانت في السابعة من عمرها، في عام 1975، تم إجلاؤها من مدينة العيون، وسارت لعدة أيام حتى وصلت إلى مخيم اللاجئين بالجزائر.

## روابط خارجية
- Fatma El Mehdi at CUNY Center for Peace, Culture and Politics (video)
- Interview (in Spanish)